# Tuba Bozkurt

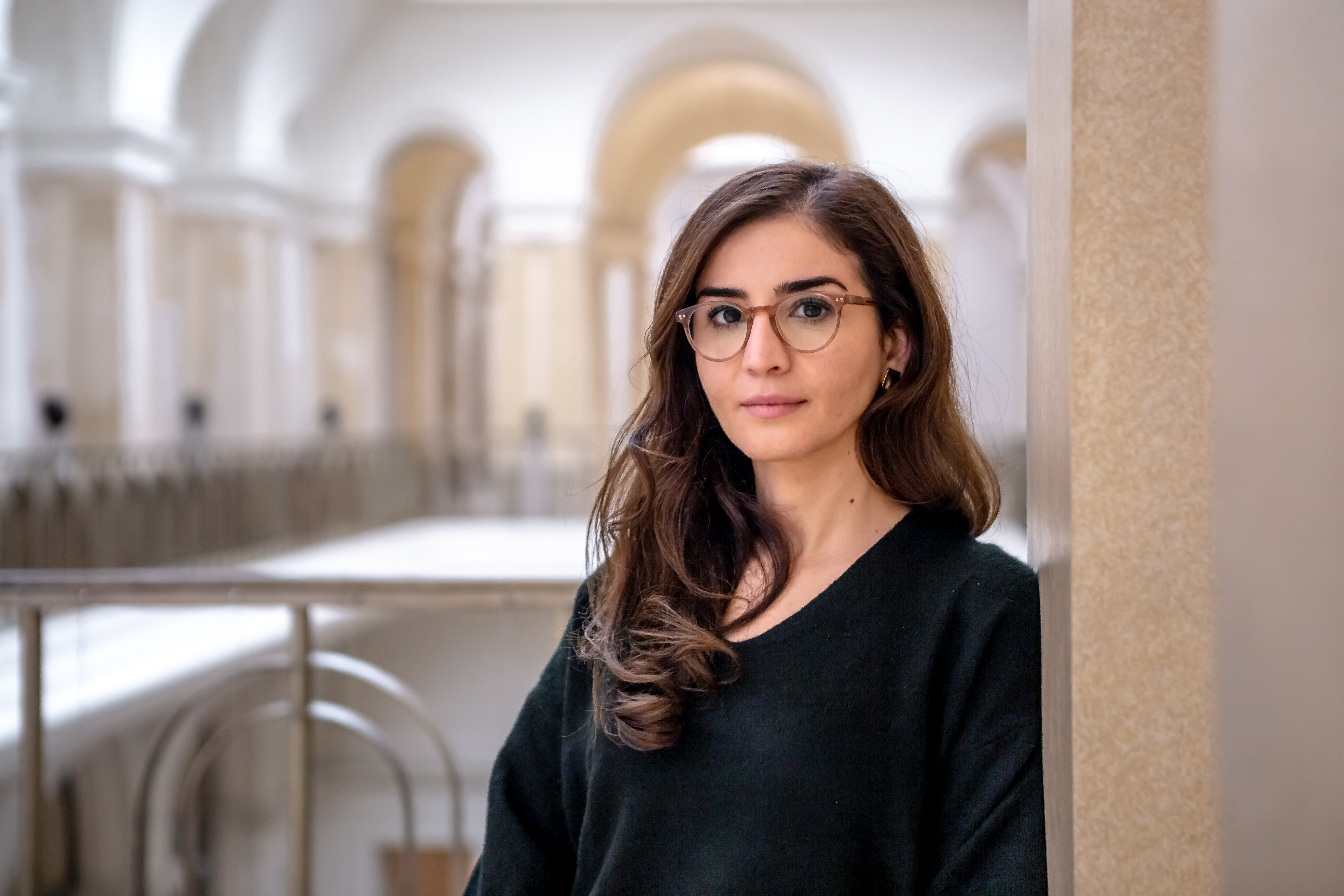
Tuba Bozkurt (2021)

Tuba Bozkurt (geboren 1983 in Lübeck) ist eine deutsche Politikerin (Bündnis 90/Die Grünen). Seit 2021 ist sie Abgeordnete im Abgeordnetenhaus von Berlin.

## Leben
Bozkurts Großeltern waren als Gastarbeiter aus der Türkei nach Deutschland gekommen. Tuba Bozkurt wurde in Lübeck geboren und wuchs in der Südpfalz auf. Nach der Schule absolvierte sie zunächst eine Ausbildung zur Fremdsprachenassistentin in Mannheim, anschließend machte sie das Abitur in Bruchsal. Mindestens von 2007 bis 2009 studierte sie Politikwissenschaft an der Technischen Universität Darmstadt und an der Autonomen Universität Barcelona; ein Abschluss ist nicht bekannt. 2011 absolvierte sie ein Praktikum bei der Heinrich-Böll-Stiftung in Tel Aviv.
In ihrer Bewerbung zur Landesliste zur Abgeordneten-Wahl gab sie 2021 an, Beraterin für digitale Transformation zu sein und ab 2014 in der Digitalwirtschaft gearbeitet zu haben.
Sie lebt in Berlin-Wedding.

## Politik
Bozkurt trat während ihres Studiums im Jahr 2009 der Partei Bündnis 90/Die Grünen bei. Im Berliner Landesverband engagiert sie sich als eine von zwei ehrenamtlichen Antidiskriminierungsbeauftragten und im Berliner Bezirk Mitte als Sprecherin der AG Antirassismus und Vielfalt.
Zur Abgeordnetenhauswahl 2021 nominierte der Kreisverband Mitte der Grünen Bozkurt für ein Direktmandat im Berliner Wahlkreis Mitte 6, auf der Landesliste erhielt sie keinen Platz. Sie gewann den Wahlkreis mit 29,8 Prozent der Erststimmen erstmals für die Grünen. Bei der Wiederholungswahl 2023 konnte sie ihren Sitz im Abgeordnetenhaus verteidigen. Im Berliner Abgeordnetenhaus ist sie Sprecherin für Industrie und Digitalwirtschaft und ebenfalls Sprecherin für Antidiskriminierung ihrer Fraktion. Außerdem ist sie Mitglied im Ausschuss für Integration, Frauen und Gleichstellung, Vielfalt und Antidiskriminierung und Mitglied im Ausschuss für Wirtschaft, Energie und Betriebe.

### Zwischenruf-Eklat
Als im Juni 2024 im Berliner Landesparlament während einer Fragestunde zum Messerangriff in Mannheim am 31. Mai 2024 und dessen Todesopfer Innensenatorin Iris Spranger einen Satz mit „Der schreckliche Tod von Mannheim zeigt uns natürlich …“ begonnen hatte, reagierte Bozkurt mit dem als Scherz gemeinten Zwischenruf „Mannheim ist tot?“. Die Vorsitzenden der Fraktion der Grünen Werner Graf und Bettina Jarasch, der Bundesvorsitzende der Grünen, Omid Nouripour, und schließlich auch Bozkurt selbst entschuldigten sich daraufhin öffentlich für das „falsche“, „unanständige“ und „pietätlose“ Verhalten. Die Berliner Grünen-Politikerin Marianne Birthler forderte Bozkurt zum Rücktritt auf. Als Konsequenz verzichtete Bozkurt auf ihren Sitz im Präsidium des Abgeordnetenhauses.